# Puchar Ameryki Południowej w narciarstwie alpejskim kobiet 2017
Puchar Ameryki Południowej w narciarstwie alpejskim kobiet w sezonie 2017 zawody w narciarstwie alpejskim rozgrywane pod patronatem Międzynarodowej Federacji Narciarskiej (FIS) w lecie 2017 roku. Pierwsze zawody odbyły się 8 sierpnia w argentyńskim Cerro Catedral, a ostatnie zostały rozegrane 21 września w chilijskim kurorcie El Colorado.
Triumfu w klasyfikacji generalnej z poprzedniego sezonu broniła Czeszka Ester Ledecká, tym razem najlepsza była Chilijka Noelle Barahona.

## Podium zawodów

### Indywidualnie
| Lp. | Data             | Miejscowość    | Konkurencja | 1. Miejsce            | 2. Miejsce              | 3. Miejsce              |
| --- | ---------------- | -------------- | ----------- | --------------------- | ----------------------- | ----------------------- |
| 1.  | 8 sierpnia 2017  | Cerro Catedral | Gigant      | Nicol Gastaldi        | Núria Pau               | Salome Bancora          |
| 2.  | 9 sierpnia 2017  | Cerro Catedral | Slalom      | Kim Vanreusel         | Salomé Báncora          | Lorelie Coulet          |
| 3.  | 2 września 2017  | El Colorado    | Gigant      | Anna Hofer            | Ester Ledecká           | Nicol Gastaldi          |
| 4.  | 3 września 2017  | La Parva       | Slalom      | Núria Pau             | Nicol Gastaldi          | Ester Ledecká           |
| 5.  | 5 września 2017  | La Parva       | Zjazd       | Ester Ledecká         | Carmina Pallàs          | Jelena Jakowiszina      |
| 6.  | 5 września 2017  | La Parva       | Zjazd       | Ester Ledecká         | Carmina Pallàs          | Noelle Barahona         |
| 7.  | 6 września 2017  | La Parva       | Supergigant | Ester Ledecká         | Noelle Barahona         | Macarena Simari Birkner |
| 8.  | 11 września 2017 | Chapelco       | Gigant      | Noelle Barahona       | Nicol Gastaldi          | Núria Pau               |
| 9.  | 13 września 2017 | Cerro Catedral | Slalom      | Núria Pau             | Macarena Simari Birkner | Salomé Báncora          |
| 10. | 14 września 2017 | Cerro Catedral | Gigant      | Zawody odwołane       | Zawody odwołane         | Zawody odwołane         |
| 11. | 18 września 2017 | El Colorado    | Kombinacja  | Núria Pau             | Aleksandra Prokopjewa   | Jelena Jakowiszina      |
| 12. | 18 września 2017 | El Colorado    | Supergigant | Aleksandra Prokopjewa | Manon Campillo          | Jelena Jakowiszina      |
| 13. | 19 września 2017 | El Colorado    | Supergigant | Julija Pleszkowa      | Anna Hofer              | Aleksandra Prokopjewa   |
| 14. | 20 września 2017 | El Colorado    | Zjazd       | Aleksandra Prokopjewa | Julija Pleszkowa        | Carmina Pallàs          |
| 15. | 21 września 2017 | El Colorado    | Kombinacja  | Aleksandra Prokopjewa | Jelena Jakowiszina      | Macarena Simari Birkner |
| 16. | 21 września 2017 | El Colorado    | Zjazd       | Aleksandra Prokopjewa | Julija Pleszkowa        | Noelle Barahona         |